# Festivitat de les Quaranta Hores
La festivitat de les Quaranta Hores és una festivitat religiosa de l'Església Catòlica que se celebra tenint exposat l'eucaristia durant quaranta hores, en memòria de les hores que estigué Jesucrist dins el sepulcre.
La devoció a les Quaranta Hores té el seu origen a l'edat mitjana, quan a finals del segle xiii el culte a l'eucaristia esdevé independent de la missa. No obstant això, esdevengué una celebració important a partir del segle xvi: l'any 1527 aparegué a la catedral de Milà per mitigar espiritualment els efectes de la guerra que enfrontava el rei Francesc de França i Carles V d'Espanya. Anys més tard, el 1534 els caputxins en promogueren el culte per fer front als atacs que l'eucaristia patia per part del protestantisme. De tota manera, és una celebració que prengué gran importància durant l'època del barroc, amb l'empenta de la Contrareforma, i s'estengué arreu d'Europa sobretot al segle xvii, amb el suport polític i la promoció explicita que, per exemple, als regnes d'Espanya dugué a terme la monarquia. Malgrat que, el segle xviii, el papa Benet XIV en suspengué el culte durant la nit, fent-la exclusiva de l'horari diürn, la devoció continuà ben vigorosa i no desaparegué fins a les reformes del Concili Vaticà II.
Tot i que d'entrada les 40 hores fan referència al temps que, segons el càlcul d'Agustí d'Hipona el cos de Crist va romandre al sepulcre i, per tant, tenia lloc el Divendres Sant i part del Dissabte, que ben aviat va prendre un caire independent, i se celebrà en honor a altres festivitats religioses: era molt habitual, a tall d'exemple, durant el període de Carnestoltes, els tres dies abans del Dimecres de Cendra. En altres casos i segons les necessitats pastorals, podia ser una celebració mensual o dedicada a una festa local; a Ripoll ha donat lloc a la Fira de les Quaranta Hores, ja desvinculada del ritu religiós.

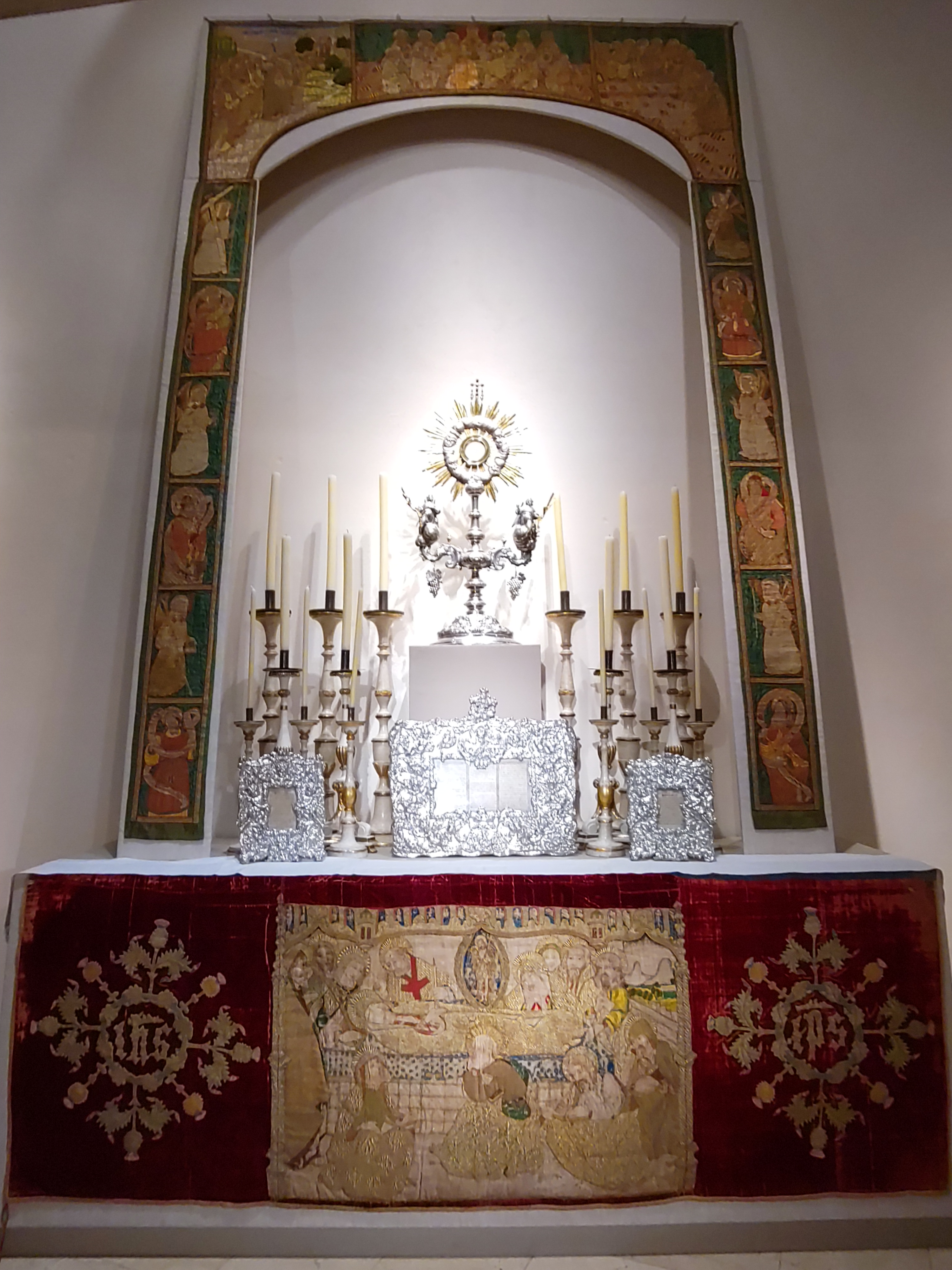
El monument a les Quaranta Hores de l'església de Sant Jeroni de Palma

El nucli visual i escenogràfic del culte era el monument, molt vinculat visualment a l'estètica de la Setmana Santa i que conformava una escenografia barroca que funcionava com a instrument pedagògic i persuasiu.